# Pustý Zámek
Pustý Zámek är ett berg i Tjeckien.   Det ligger i regionen Karlovy Vary, i den västra delen av landet, 100 km väster om huvudstaden Prag. Toppen på Pustý Zámek är 928 meter över havet.
Terrängen runt Pustý Zámek är huvudsakligen lite kuperad.Runt Pustý Zámek är det glesbefolkat, med 20 invånare per kvadratkilometer. Närmaste större samhälle är Karlovy Vary, 16,2 km väster om Pustý Zámek. Omgivningarna runt Pustý Zámek är en mosaik av jordbruksmark och naturlig växtlighet.